# Carlos Alfaro Moreno
Carlos Alejandro Alfaro Moreno (Ramos Mejía, 18 de outubro de 1964) é um ex-futebolista argentino, que atuava como atacante.

## Carreira
É um dos maiores ídolos da história do Independiente, onde somou 127 partidas em duas passagens, entre 1988 e 1991 e entre 1993 e 1994. Vindo do Platense, o canhoto atacante fez grande dupla ofensiva com Rubén Insúa e foi fundamental no décimo segundo título argentino profissional do Rojo, assim que chegou ao clube, na temporada 1988/89. 
Considerado o último grande sócio da lenda Ricardo Bochini na equipe, foi eleito em 1989, ano em que disputou a Copa América pela Argentina, o melhor futebolista do país. Esteve perto de disputar a Copa do Mundo do ano seguinte, mas acabou preterido por Carlos Bilardo.
Em 1993, voltou ao time após duas temporadas no Español, de Barcelona. Já não era o mesmo, marcando apenas seis vezes nos seis meses em que esteve de volta - metade desses gols arruinou a estreia de Diego Maradona no Newell's Old Boys. Posteriormente, foi jogar no Barcelona de Guayaquil, onde também foi ídolo, conseguindo ali dois campeonatos equatorianos e o vice-campeonato na Taça Libertadores da América de 1998.

## Títulos
Independiente
- Primera División Argentina: 1988–89

Barcelona Sporting Club
- Campeonato Ecuatoriano de Fútbol: 1995, 1997